# Le Voyage à Lyon
Pour plus de détails, voir Fiche technique et Distribution.
Le Voyage à Lyon (Die Reise nach Lyon) est un film ouest-germano-franco--suisse réalisé par Claudia von Alemann et sorti en 1981.

## Synopsis
Elisabeth est une jeune historienne. Depuis l'Allemagne de l'Ouest, où elle vit avec son mari et une petite fille, elle se rend à Lyon pour mener une enquête. C'est à Lyon qu'avait vécu un temps, en 1844, quelques mois avant sa mort, la militante féministe Flora Tristan. A Lyon, Elisabeth ne fait pas de recherche historique au sens conventionnel du terme, elle ne veut pas « explorer des choses que l'on sait déjà à l'avance », dit-elle un jour dans une conversation avec une antiquaire. Seule, elle parcourt la ville encore et encore, équipée uniquement de son carnet de notes et d'un petit magnétocassette. Dans le son de ses « propres pas », elle croit percevoir « l'écho des pas de Flora », un siècle et demi plus tard.
Elisabeth ne trouve que peu d'interlocuteurs à Lyon. C'est avec la tenancière d'un vieux petit bistrot qu'elle se familiarise le mieux. Un jour, Elisabeth l'interroge sur une plaque apposée à l'entrée, qui rappelle l'exécution de quatre-vingts Juifs en 1943.
Outre cette dimension historique, il y a toujours dans le film la question de savoir à quelle étape de sa vie se trouve Elisabeth, et si elle va se séparer durablement de son mari ou non. Lorsqu'elle lit une lettre de son mari à la table de ce bistrot, les larmes lui viennent. Un autre homme apparaît. Elle l'avait déjà remarqué une fois dans la salle du petit-déjeuner de l'hôtel où elle réside, lorsqu'il lui jetait des regards intéressés. Plus tard, elle le rencontre à nouveau, « par hasard ; j'aurais peut-être dû devenir détective privée ». Elle le suit dans un appartement vide, après quelques mots échangés, ils s'embrassent. Mais ensuite, on ne reverra plus l'homme dans le film.

## Fiche technique
- Titre : Le Voyage à Lyon
- Titre original : Die Reise nach Lyon
- Réalisation : Claudia von Alemann
- Scénario : Claudia von Alemann
- Photographie : Hille Sagel
- Son : Auguste Galli, Alain Champelouvier et Julien Malier
- Montage : Monique Dartonne
- Musique : Frank Wollf
- Pays de production :  Allemagne de l'Ouest -  France -  Suisse
- Société de production : Alemann Filmproduktion
- Durée : 112 minutes
- Dates de sortie : 
  - Allemagne de l'Ouest : 27 février 1981
  - France : octobre 2018 (Festival Lumière)[1] ; mars 2024 (Cinéma du réel)[2]

## Distribution
- Rebecca Pauly : Elisabeth
- Jean Badin : Fernand
- Denise Péron
- Sarah Stern
- Maurice Garden
- Pierre-Émile Le Grand

## Sélections
- Berlinale 1981[3]
- Festival Lumière 2018
- Festival du film européen de Séville 2021[4]
- Cinéma du réel 2024